# Bureau des transports municipaux de Kobe
Le Bureau des transports municipaux de Kobe (神戸市交通局, Kōbe-shi kōtsū-kyoku) est une des entreprises publiques japonaises spécialisées dans le transport ferroviaire de passagers. Elle exerce son activité sur le métro municipal de Kobe et les bus urbains de Kobe. Autrefois, elle gérait également le tramway de Kobe, les bus touristiques et le Téléphérique. En tant qu'agence gouvernementale régionale, son siège social se trouve à la mairie de Kobe.

## Histoire
À ses débuts, la compagnie se spécialise dans le domaine de l'électricité et se nomme Compagnie électrique de Kobe. Elle achète ensuite la gestion de la production et la distribution de l'électricité dans la ville de Kobe. 
Par la suite, elle devient une entreprise ferroviaire municipale gérant les quatre lignes de tramway de la ville. En 1930, la compagnie se lance dans la gestion du service de bus municipaux pour un tracé d'une longueur totale de 15,1km. En 1942, la société change de nom et devient le Bureau des Transports Municipaux de Kobe.
En octobre 1952, la compagnie devient une entreprise publique. En 1955, elle ouvre une ligne de téléphérique permettant l’accès vers le mont Maya. En 1971, la société ferme l’exploitation du tramway. La même année, celle-ci commence la construction de son métro avec la première ligne Seishin-Yamate, qui sera inaugurée six ans plus tard. En 1983, la ligne Yamate  est inaugurée. Quatre ans plus tard, c'est la ligne Seishin-Enshin qui est à son tour inaugurée. En 1977, la gestion du téléphérique Maya est cédée à la fondation du développement urbain de la ville de Kobe.
En 1995, à la suite d'un tremblement de terre, le métro est fermé. Le 7 juillet 2001, la ligne Kaigan est inaugurée. 
En 2006, les cartes à puce à radio-identification ICOCA et PiTaPa sont utilisables dans le métro. En 2008, la carte PiTaPa devient utilisable dans les bus de ville. Depuis le 23 mars 2013, les cartes Kitaca, PASMO, Suica, Manaca, TOICA, Nimoca, Hayakaken, SUGOCA sont également utilisables dans le métro. Au printemps 2017, l'utilisation de la carte ICOCA dans les bus de ville est également prévue.

## Réseau

### Actuel

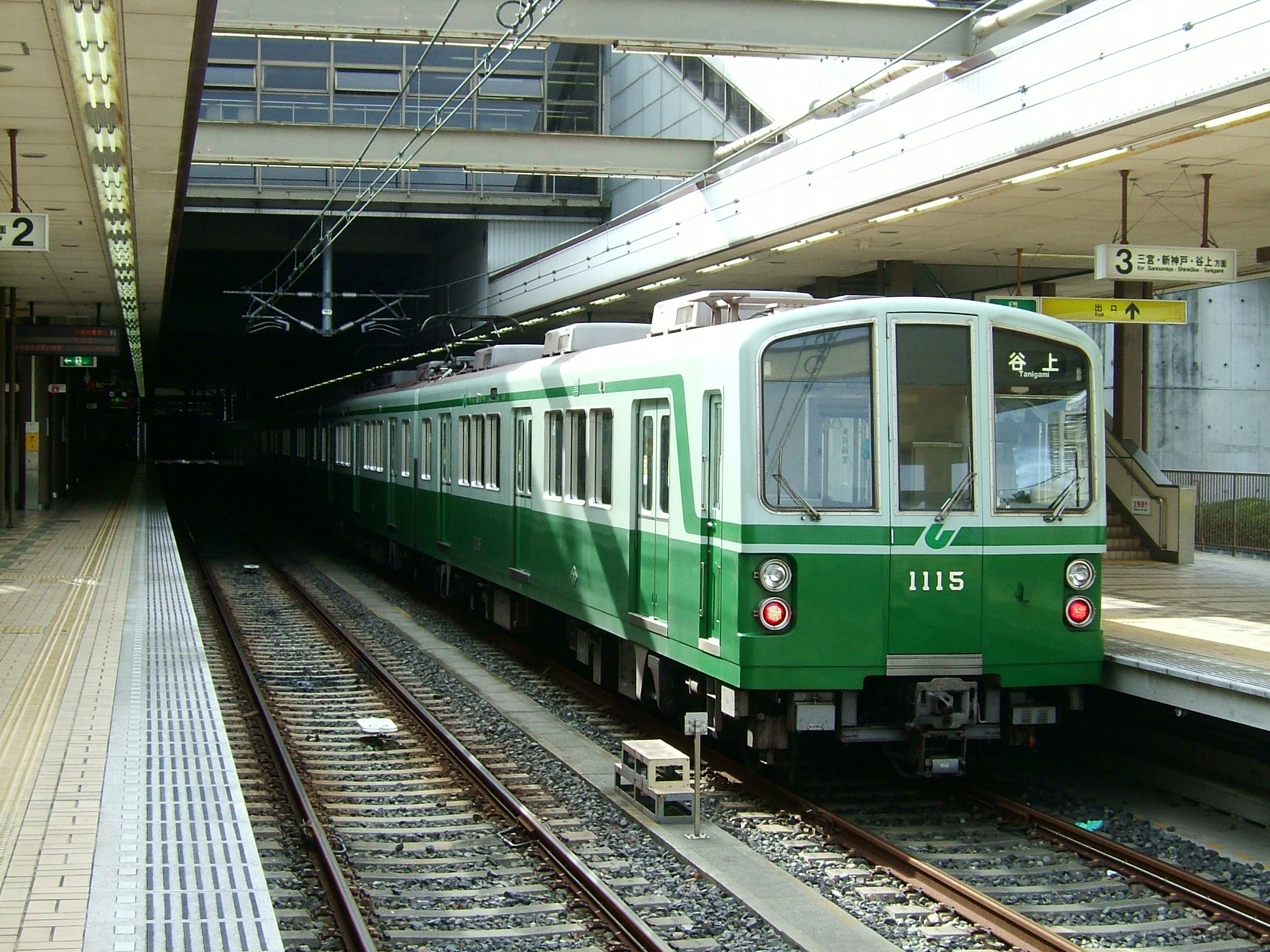
Métro municipal de Kobe

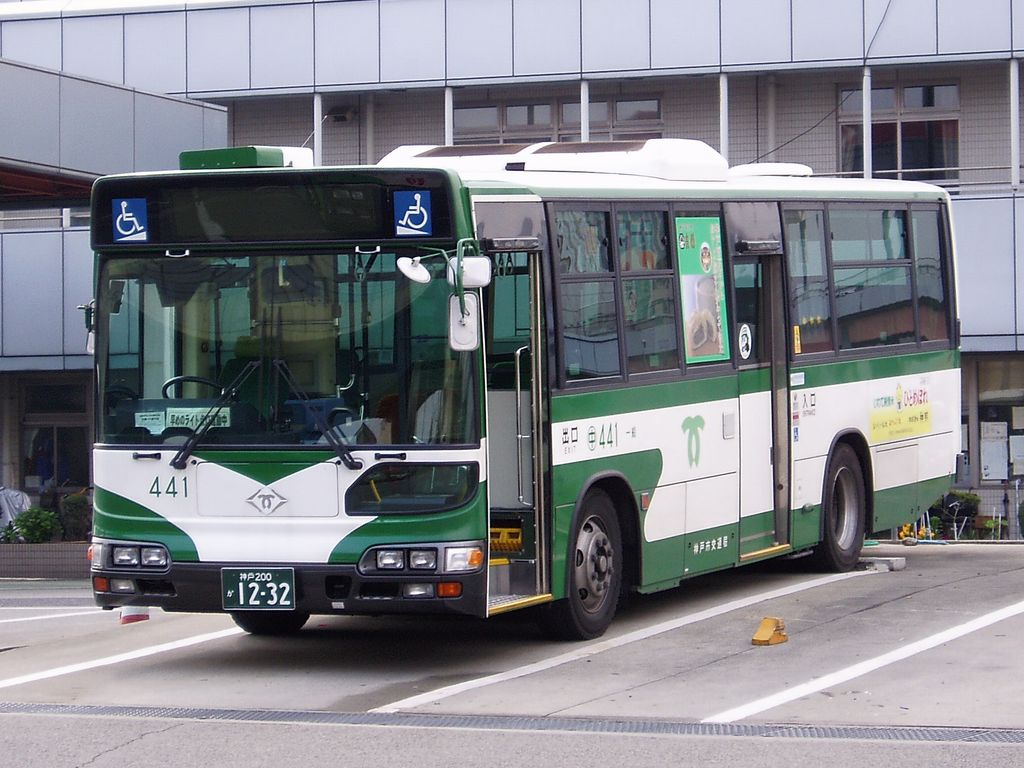
Bus urbain

Le Bureau des transports municipaux de Kobe est chargée de la gestion du/des :
- Métro municipal de Kobe
  - ligne Seishin-Yamate
  - ligne Kaigan
  - ligne Hokushin
- Bus urbain

### Autrefois
- Tramway de Kobe

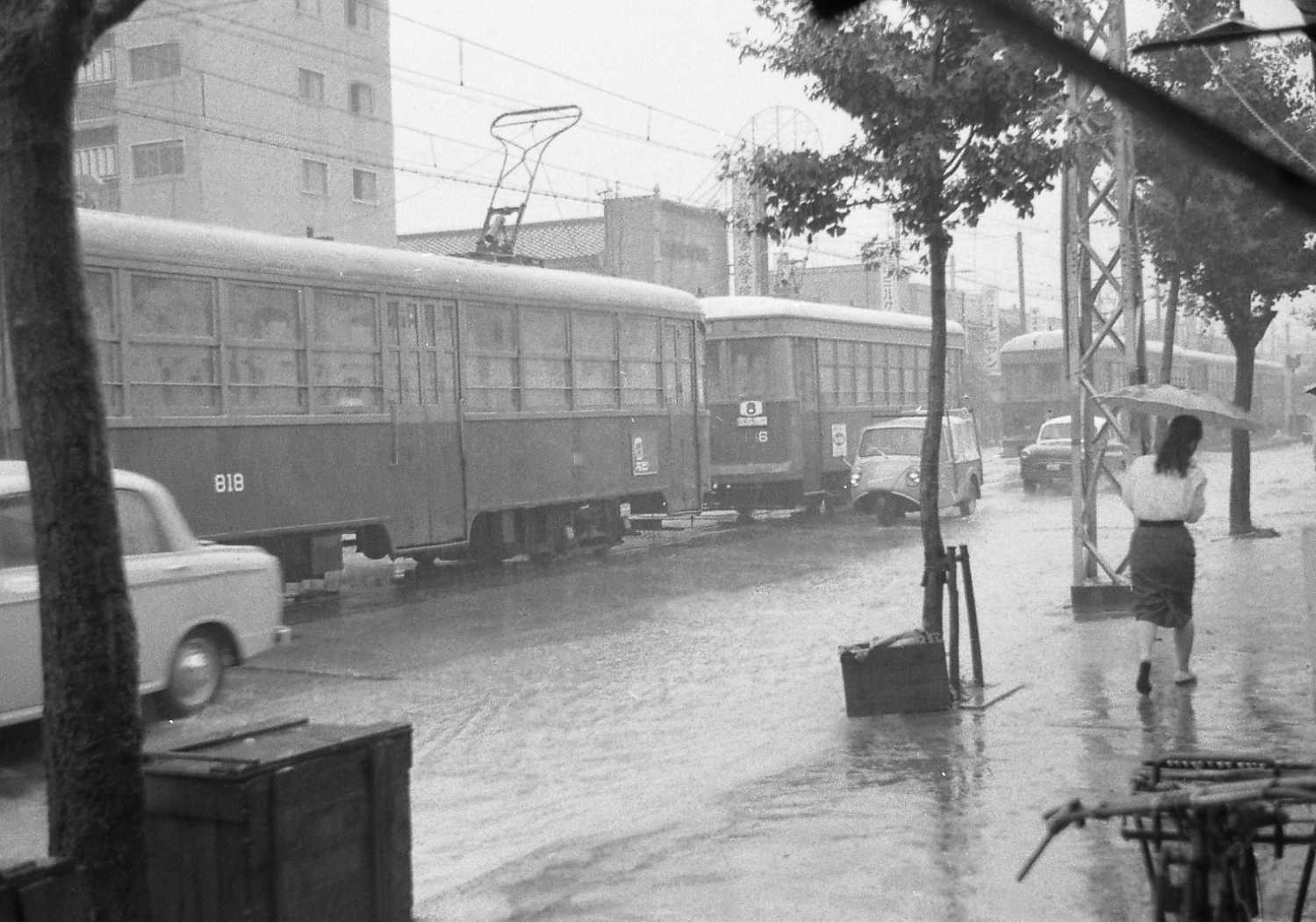
Tramway de Kobe en 1961 sous la pluie

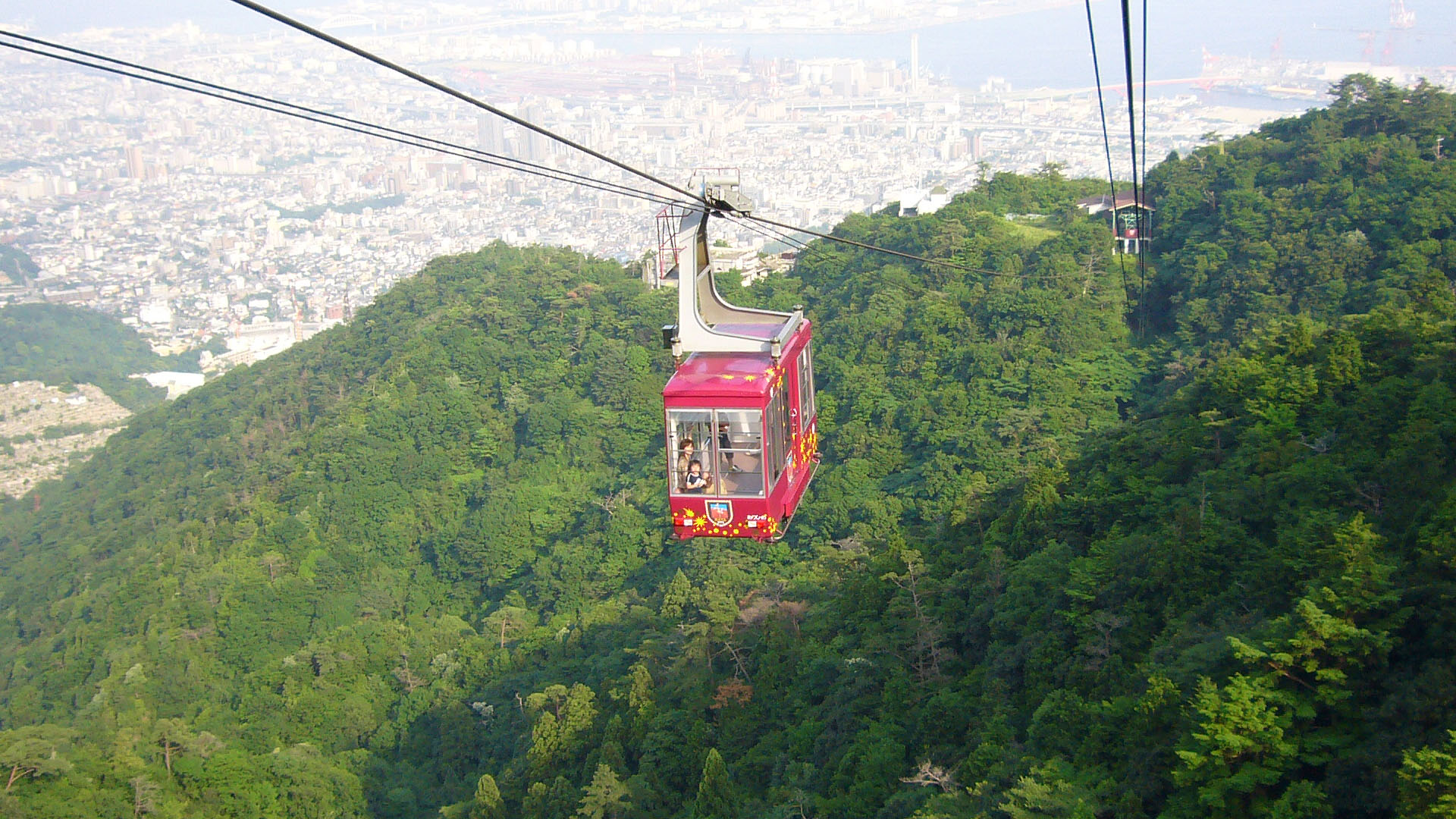
Téléphérique en ascension

- Téléphérique sur la ligne Maya View Line Yume-Sanpo qui relie Kobe au mont Maya